# Uçhisar
Uçhisar è un villaggio (belde) di 3 555 abitanti nella provincia di Nevşehir dell'Anatolia centrale, in Turchia. Si trova circa a 7 chilometri a est del capoluogo Nevşehir.
Situata ai margini del Parco nazionale di Göreme, Uçhisar è composta da un vecchio villaggio rannicchiato attorno alla base di un enorme cono di roccia e da un insediamento più recente vicino alla strada che va dalla città di Nevşehir a Göreme. Uçhisar in turco significa appunto "cittadella esterna", in riferimento all'enorme cono di roccia che ne costituisce la caratteristica centrale.
Come la maggior parte della Cappadocia, Uçhisar un tempo viveva di agricoltura, ma ora dipende quasi interamente dal turismo, con molte delle sue pittoresche case antiche in pietra trasformate in boutique hotel.

## Storia
Malgrado la zona fosse abitata da lungo tempo, forse persino in epoca ittita, la prima menzione scritta del villaggio di Uçhisar risale a una cronaca del XIV secolo di Aziz ibn Ardasir. 
Nel VII secolo d.C. i bizantini crearono una "zona cuscinetto" nell'area contro l'espansione islamica: la natura del terreno era difatti favorevole alla difesa, mentre la mimetizzazione degli edifici forniva una migliore protezione contro gli aggressori.
Dopo la conquista della regione, anche i selgiuchidi sfruttarono i vantaggi difensivi dell'area, creando piccoli centri con caravanserragli.